# Круглое (озеро, Антарктида)
Круглое — пресное озеро в Восточной Антарктиде, расположенное на северном побережье Оазиса Ширмахера.

## Гидрография
Является частью шельфового озера Карового. Выделение Круглого в отдельный объект связано с тем, что оно достаточно глубоко внедрено в сушу и окружено крутыми коренными склонами, при этом остальная, вытянутая в субширотном направлении часть озера Карового, заключена между берегом оазиса на юге и шельфовым ледником на севере.

## Гидрология
Площадь зеркала — 0,5 км², максимальная глубина — 40 м. Подпитка озера происходит талыми водами из маленьких снежников на окружающих склонах. Толщина ледового покрова доходит до 3 м и сохраняется круглогодично. Иногда летом, с конца декабря до конца января, вдоль южного берега Круглого может ненадолго появляться полоска воды шириной 5-10 м, средняя температуры воды в это время составляет около 0,1-0,3 °C у поверхности, а с глубины около 9 м до дна — около 4 °C.
Минерализация воды 0,079 г/кг, pH — от 7 до 9 в зависимости от времени года. Состав воды — гидрокарбонатно-кальциевый (натриевый).